# Notiocoenia paniculata
Notiocoenia paniculata är en tvåvingeart som beskrevs av Wayne N. Mathis 1980. Notiocoenia paniculata ingår i släktet Notiocoenia och familjen vattenflugor. Inga underarter finns listade i Catalogue of Life.